# Malvik
Malvik là một đô thị hạt Trøndelag, Na Uy. Malvik đã được tách ra từ Strinda ngày 1 tháng 1 năm 1891. Trung tâm hành chính của đô thị này là làng Hommelvik.
Đô thị (ban đầu là một giáo khu) được đặt tên theo nông Malvik cũ (Norse Manvík), do nhà thờ đầu tiên được xây dựng ở đó. Các phần tử đầu tiên có lẽ là mǫn từ f (gốc là -man) "mane", đề cập đến một đỉnh núi phía sau trại. (Mana có nghĩa là "bờm" là một tên chung cho nhiều núi ở Na Uy, nơi mà các hình thức núi được so sánh với các bờm ngựa.) Yếu tố cuối cùng là Vik f 'cove, bấc.
Huy hiệu có từ thời hiện đại. Huy hiệu đã được cấp vào ngày 23 tháng 7 năm 1982. 